# Абрамцев, Сергей Павлович
Серге́й Па́влович Абра́мцев (1922 — 17 февраля 1944) — участник Великой Отечественной войны, командир танка 181-й танковой Знаменской Краснознамённой бригады 18-го танкового корпуса 5-й гвардейской танковой армии 2-го Украинского фронта, Герой Советского Союза (1944), младший лейтенант.

## Биография
Родился в 1922 году в деревне Новокаменка (ныне Орловского района Орловской области) в семье крестьянина. Русский.
Окончил 7 классов школы. В середине 1930-х годов переехал в Сибирь, где работал трактористом в колхозе «Ленинский ударник» (ныне посёлок Лапшиновка Ленинск-Кузнецкого района Кемеровской области).
Призван в РККА в июне 1941 года Ленинско-Кузнецким райвоенкоматом Новосибирской области (Кемеровской области). Участник Великой Отечественной войны с января 1942 года. Член ВЛКСМ с 1942 года.
Воевал на Карельском фронте (с 1 января 1942 по 2 февраля 1942), затем с 30 января 1944 — на 2-м Украинском фронте. Принимал участие в освобождении Украины.
В феврале 1944 года на перекрёстке шоссейных дорог северо-западнее села Юрковка Звенигородского района Черкасской области Украины, командир танка 181-й танковой бригады младший лейтенант С. П. Абрамцев со своим экипажем занял позицию в засаде. Отражая атаки крупных сил пехоты и танков противника, уничтожил 2 танка, 7 бронетранспортёров и до 50 солдат и офицеров противника.
17 февраля 1944 года в бою у села Журжинцы Лысянского района Черкасской области Украины по уничтожению окружённой группировки противника его танк появлялся на самых опасных участках, громя живую силу и технику врага. Экипаж танка под командованием младшего лейтенанта С. П. Абрамцева уничтожил ещё 2 танка, 4 орудия, 12 бронетранспортёров и 80 автомашин с грузами, сотни солдат и офицеров, а также пленил 20 солдат и 3 офицера противника. Члены экипажа — механик-водитель Шостаков, башенный стрелок Белов и радист Рыбков.
К исходу дня прямым попаданием снаряда танк С. П. Абрамцева был подбит, и весь экипаж погиб. Похоронен в селе Богачовка Звенигородского района Черкасской области Украины.
Указом Президиума Верховного Совета СССР от 13 сентября 1944 года «за проявленный героизм и мужество» младшему лейтенанту Абрамцеву Сергею Павловичу посмертно присвоено звание Героя Советского Союза. Члены экипажа — механик-водитель Шостаков, башенный стрелок Белов и радист Рыбков — посмертно награждены боевыми орденами.

## Награды
- Медаль «Золотая Звезда» Героя Советского Союза (13.09.1944; посмертно)
- Орден Ленина (13.09.1944; посмертно)

## Память
На могиле в селе Богачовка Звенигородского района Черкасской области Украины установлен памятник.
Именем Героя названы улицы:
- в городе Корсунь-Шевченковский Черкасской области Украины
- в городе Ленинск-Кузнецкий Кемеровской области
- Из ныне живущих родственников: двоюродная сестра: Гарусова (в дев. Абрамцева) Мария Фёдоровна. Проживает: г. Кемерово, ул. Волгоградская, д.27, кв.8